# Wold Aa

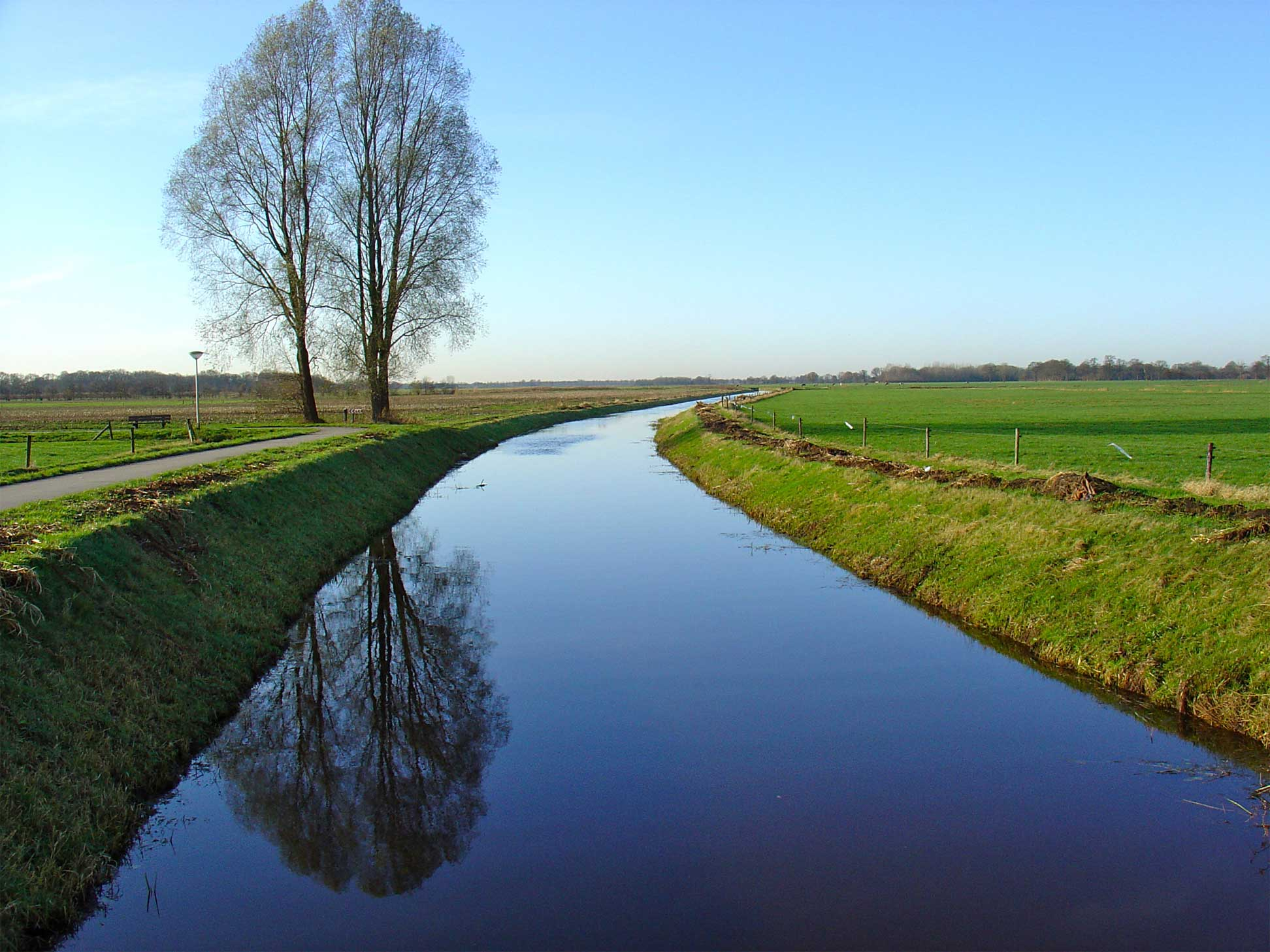
De Ruiner Aa ten zuidoosten van Ruinen (tussen Ruinen en Hees)

De Wold Aa is een gekanaliseerde rivier in Zuidwest-Drenthe. 
De Wold Aa begint nabij het VAM-terrein in Wijster, gemeente Midden-Drenthe als Ruiner Aa. De Wold Aa heeft een functie voor de afwatering van de hoger gelegen gronden van Centraal-Drenthe. De Wold Aa mondt uit in het Meppelerdiep, dat een verbinding heeft met het IJsselmeer.
Het landschap langs de Wold Aa bestaat grotendeels uit weide- en bosland. In recreatieve zin heeft de Wold Aa, afgezien van de hengelsport, weinig betekenis. Op ongeregelde afstanden bevinden zich kunstwerken (vaste betonbruggen, verticaal beweegbare stuwen). Zijtakken zijn de "Kraake", de "Riete" en de "Koekanger-Aa". 
Na de perioden van wateroverlast rond Meppel heeft het waterschap Reest en Wieden plannen gemaakt om de afwatering van het gebied te verbeteren en om de mogelijkheden van waterberging bij extreme weersomstandigheden te vergroten.

## Trivia
In Meppel is de Wold Aa de scheiding tussen de woonwijken Rechteren en Haveltermade. In de volksmond heten deze twee wijken Jeruzalem en Transjordanië waardoor de Wold Aa ook wel de Jordaan wordt genoemd.